# Chris Impellitteri
Chris Impelliteri (Connecticut, EE. UU., 25 de septiembre de 1964) es el guitarrista principal y fundador de la banda de heavy metal Impellitteri. En 2008 la revista Guitar World nombró a Chris Impelliteri uno de los guitarristas más rápidos de todos los tiempos. Incluidos en esta lista están Eddie Van Halen, Randy Rhoads e Yngwie Malmsteen. En 2003 la revista Guitar One votó por Chris Impelliteri como el 2.º shredder más rápido de todos los tiempos seguido por Yngwie Malmsteen en el 3.er lugar. En 2023, Impellitteri fue incluido en el Salón de la Fama del Heavy Metal.

## Historia
Cuando Chris tenía 9 años sus padres se suicidaron. Su abuela le compró una guitarra eléctrica y le estimuló para que tomara clases. La pérdida de sus padres perturbó a Chris, pero tocar la guitarra le ayudó a sobrevivir esos días. Chris dijo «yo solo empecé a expresar mi ira a través de la guitarra, así como mi furia. De alguna forma, creo que eso se traduce en toda la velocidad, y que por eso soy conocido como  un hombre de shred. Lo hago continuamente para expresar mi ira y furia interior.»
En su adolescencia fue influenciado principalmente por Eddie Van Halen, Uli Jon Roth y Al Di Meola. Muchos lo comparan con Yngwie Malmsteen pero Chris nunca lo consideró como una gran inspiración, aunque define a Malmsteen como una influencia.
La primera entrega musical de Impelliteri fue un EP titulado Impelliteri. El EP estaba lleno de música introduciendo solos de shredding, voces a gritos y una sección a ritmo rápido. El EP Impelliteri estableció el sonido de la banda en el mundo del metal. Con un segundo álbum, Vyctim of the System, Impelliteri continúa su tradicional estilo metal neo-clásico, fusionando solos rápidos y fraseo clásico. 
En 1996 grabaron Screaming Symphony seguido en 1997 por el exitoso Eye of the Hurricane. En 2000 Impelliteri grabó Crunch que ha sido su más experimental músicamente, usando loops de batería y samples.
En 2009 Impelliteri lanzó su noveno álbum de estudio titulado Wicked Maiden. Desde 2011 toca con la banda Animetal USA junto con Scott Travis (Judas Priest, Racer X y Mike Vescera (Yngwie Malmsteen).